# Aki másnak vermet ás (Bűbájos boszorkák)
Az Aki másnak vermet ás a Bűbájos boszorkák című televíziós sorozat első évadjának tizedik epizódja.
Rex és Hannah, a már amúgy is gyanús páros most a tettek mezejére lép. Rex új erőt fejleszt ki magának, amellyel bele tud bújni mások elméjébe, így sikerül arra rávenniük a gyanútlan Prue-t, hogy lopjon el egy diadémot az aukciós házból. A tervük, hogy megszerezzék a Hármak Erejét, azonban nem sikerül nekik, egy ismerős ismeretlennek köszönhetően. Andy és Prue utókapcsolata újabb állomáshoz érkezik időközben.

## Cselekmény
Prue és Phoebe épp akkor érkeznek meg a nagybevásárlásból, amikor Piper Leo-val futkos át az előszobán. Leo megfagyasztását követően Piper kénytelen néhány keresetlen megjegyzést eltűrni testvéreitől, de nem sokkal később már vígan rohan fel az emeletre az ezermester férfivel. Prue ezután nem sokkal ágyba bújni készülődik. Megjelenik mellette Rex Buckland fantomképe, aki folyamatosan utasításokat ad a legidősebb Halliwell-lánynak, aki a jelek szerint csak a fejében hallja a férfi mondatait, jelenlétét nem érzékeli. Rex instrukcióinak hatására Prue belenyúl a táskájába, amelyben egy diadém található. Prue azonban a diadémra azt hiszi, a saját határidőnaplóját veszi ki a táskából, szintén Rex manipulációjának köszönhetően, majd a határidőnapló-diadémet a fiókjában helyezi el. Rex-nek az agresszív Cirmi viselkedése miatt nem adódik alkalma arra, hogy végignézze Prue vetkőzési procedúráját, a macska ugyanis minden bizonnyal látja a férfit, csak épp semmit nem tehet. A következő jelenetben Rex hús-vér valójában ül irodája bőrkanapéján. Hannah küldetése sikerességéről kérdezi, mire Rex elmagyarázza, hogyan is működik újdonsült ereje. Rex az asztrálkivetítés képességével rendelkezik, azaz saját magát pszichikailag ki tudja vetíteni egy teljesen más helyre, s úgy tudja irányítani az embereket, hogy azok nem veszik észre, mégis azt csinálják, amit mond nekik. Új erejét Hannah előtt is demonstrálja, s időközben kiderül, hogy ugyanezen képességével arra késztette Prue-t, hogy a Bucklands aukciós ház páncélszekrényéből úgy lépjen ki, hogy a diadém a táskájában lapul…
Phoebe másnap reggel már alig várja, hogy a napot kora reggel ruhaválogatással töltő Prue végezzen az öltözködéssel, mert el kívánja kísérni a munkahelyére – természetesen csak a kocsira fáj a foga, amivel elmehet egy állásinterjúra. Piper igen gyorsan igyekszik testvérei mellett elsurranni, ezért kénytelen az egész éjszakáról beszámolni. Elmeséli, hogy mivel rendkívül ideges volt az együttlétük alatt, folyamatosan megfagyasztotta Leo-t, először csak véletlenül, aztán pedig már szánt szándékkal, ráadásul pont az együttlét legkritikusabb szakaszában. Az érkező Leo-t Prue és Phoebe magára hagyja még egy utolsó búcsúcsókra, s a Bűbájosok mindhárman elindulnak munkába. Az aukciós házban már a rendőrség emberei járkálnak fel-alá, s a testvérpár hamarosan meg is tudja, hogy egy diadémot loptak el. Rex megbízza Prue-t azzal, hogy a rendőrséggel konzultáljon az ügyben, eközben szó esik arról, hogy a The Verve nevű együttes egyik koncertjére megy, s tudvalevő, hogy ez Phoebe egyik kedvenc amerikai együttese. Így sikerül azt megbeszélniük, hogy aznap este Rex és Phoebe együtt mennek a koncertre, amely program Prue nemtetszését váltja ki. Miután Phoebe elhagyja a helyszínt az interjú miatt, Prue Andy-vel találkozik össze, aki meglepő módon ennek az ügynek a felelőse, s megbeszélnek egy időpontot, amikor a rendőrségi jegyzőkönyv elkészülhet a diadém eltűnéséről. Hannah eközben toporzékol a dühtől, hogy Rex helyette hívta el Phoebe-t arra a koncertre, de Rex elmagyarázza az áltitkárnőnek, hogy tervei szerint minél jobban fel tudják idegesíteni Prue-t, az annál hatásosabb lesz, amikor az Árnyékok Könyvében található varázsigével (aszkézis) megfosztják tőlük ereiket. A rendőrségi kihallgatáson aztán Prue már kezdi kényelmetlenül érezni magát, mert minden felé intézett kérdés arra irányul, hogy talán ő volt a tettes, ugyanis a vallomások alapján csak az intézmény dolgozói férhettek hozzá a páncélszekrényhez, s Prue volt az utolsó, aki elhagyta a páncélszobát. Andy és Darryl gyanúját az is felkelti, hogy Prue minden biztonsági kamera felvételét elhozta nekik videókazettán, csak a páncélszobáét hagyta ki a sorból. Aznap este a Quake-ben Prue ismét savanyú képpel nyugtázza, hogy a koncertről megérkezett húga ilyen jól elvan a főnökével. Ahogyan azt Piper-nek is kifejti, nem igazán szeretné, hogy a munkája és a magánélete valamely ponton is akár találkozzanak. Másnap reggel a nappaliba Phoebe érkezik le, s nagyon megörül a Rex által neki szánt rózsáknak. A rózsás doboz azonban már nyitva volt, amikor a lány leérkezett a lépcsőn, így a legkisebb Halliwell Prue-val bonyolódik beszélgetésbe, mire Prue csak annyit reagál, hogy nem szeretné, ha olyan dolgok derülnének ki Rex számára róla, amikről nem szeretné, hogy a főnöke tudjon. Időközben csengetnek: Andy és Darryl érkezik, házkutatási paranccsal a zsebükben…
Andy és fekete bőrű társa Prue szobájában keresgél, s mind a három lány jelenlétében még mindig gyanúsítottnak tartják Prue-t. Andy épp kinyit egy fiókot, amiben a diadém van, s Piper még időben megfagyasztja a nyomozókat, még mielőtt Andy belenézett a fiókba. Prue nem érti, mit keres a drága ékszer a fésülködőasztalának fiókjában, de szorít az idő, úgyhogy Piper gyorsan elrejti a párnák mögé. Ekkor megjelenik Rex asztrálképe, s arra utasítja Andy-t, nézzék meg a párnák alatt. Piper megfagyasztja Darryl-t, s a diadémot az egyik fiókos szekrénybe helyezi, de Rex manipulációs képességének köszönhetően Andy bele kíván nézni abba a fiókba is, így Phoebe gyorsan felcsempészi a padlásra a diadémot, Rex pedig távozik a helyiségből. A hús-vér Rex magán kívül van az idegességtől, hogy a boszorkányok megint kitoltak vele, de újabb tervet eszel ki. Prue eközben a házban fel-alá sétálgatva arra gyanakszik, hogy valaki varázslattal próbálja őt manipulálni, ez lehet a magyarázata az esetnek. Amíg Phoebe Rexszel telefonál, Prue elmondja Piper-nek, hogy mindenképpen az aukciós házból gyanakszik valakire, s az első számú gyanúsított számára az a személy, aki egyszer azt mondta neki, hogy tönkre kívánja tenni: Hannah. Leo eközben a padlásra téved, majd kiderül, hogy ő is mágikus lény: erejével kinyitja a padlás ládáinak fedelét, mintha keresne valamit, majd a fiókokat is elkezdi egyenként kihúzogatni, de ekkor betoppan Piper, s kérdőre vonja. Miután kimagyarázta magát, Leo sajnálkozva közli Piperrel, hogy lehetséges, hogy haza kell utaznia véglegesen, s hogy az a haza nagyon messze van. Phoebe készül a nagy esti vacsorára Rexszel, s a férfi lakásán Rex, miközben elrejtőzik egy másik helyiségben, arra készteti Phoebe-t, hogy látomásában Prue-t lássa egy warlock elől menekülni az aukciós házban. Phoebe persze azonnal indul, s kimagyarázza magát Rexnél, hogy később majd felhívja. Az áligazgató pedig rögtön felhívja mobiltelefonjáról az amerikai segélyhívószámot (911), s bejelentést tesz arról, hogy valaki épp most próbálta megölni őt a Buckland aukciós házban. Prue ezalatt a biztonsági őrrel beszélget az irodában, majd betekint Hannah személyi számítógépébe, s az alkalmazottak listáján a keresőprogram sem Hannah-t, sem Rexet nem találja meg. Rex ekkor asztál úton azt a tudatot kelti Prue-ban, hogy egy warlock üldözi, majd a raktárhelyiségbe irányítja, ahol időközben Hannah egy szoborral fejbe vágja a biztonsági őrt, majd érkezik Prue, aki Rex előzetes utasításának megfelelően megfogja a földön heverő szobrot. Mire Phoebe befut, megdöbbenve tapasztalja, hogy az őr halott…
A nyomozók a holttest mellett megtalálják a hiányzó videókazettát, amelyen az látható, hogyan veszi ki Prue a diadémot a páncélszobából, s hogyan teszi azt el a táskájába. Ráadásul Prue-ra a gyilkos fegyverrel a kezében találtak, így Prue-t maga Andy tartóztatja le gyilkosság gyanújával. Prue még mindig a Rex-Hannah párosra gyanakszik, Phoebe pedig lehordja Andy-t, amiért így viselkedik Prue-val azóta, mióta nővére lapátra tette. Phoebe Piper-rel karöltve Rex lakására kopog be, de nem hallanak választ, s egy teljesen üres lakásban találják magukat. A két nővér rájön, hogy Rex egy warlock, s hogy asztrál kivetítéssel vagy elmeirányítással manipulálta őket. Miközben Prue erejét használva megfélemlíti a szemtelenkedő fegyencet a rendőrségi fogdában, Andy elmondja Darryl-nek, hogy biztos abban, nem Prue a tettes, mégis a magánéletének alakulása hatására úgy döntött, letartóztatja. Beszélgetnek arról is, hogy vajon ez lehetett-e Prue titkolt élete, de Andy nem fűz hozzá sok reményt. Phoebe és Piper pedig kieszelnek egy tervet, hogyan győzzék le az erejükre áhítozó warlockokat: elmennek Prue-ért, hogy kiszabadítsák. Piper megfagyasztja az őröket, kihozza Prue-t, aki kitömi az ágyat, hogy úgy tűnjön, már alszik, de amint kiérnek, Rex megörökíti a három testvért fényképen, s elkezdi őket zsarolni. Elmondja, hogy csak az az egy választásuk van, hogy az Árnyékok Könyve segítségével lemondanak erejükről, vagy örök életre börtönben maradnak. Amennyiben az egyezség áll, úgy a terv szerint Rex bejelenti a rendőrségnek, hogy csak rossz helyre tette a diadémot, így a Bűbájosoknak nem kell vállalniuk a börtönéletet. Emellett ad egy ósdi lámpást, amely begyűjti majd a három ősi erőt…
A nővérek próbálnak valami alternatív megoldást kitalálni, de nem lehetnek biztosak benne, hogy abban a pillanatban nem figyeli-e őket épp Rex. Tisztában vannak vele, hogy a múltjukat és önmagukat adják fel az erejükről való lemondással, de nincs más választásuk. Az igézet elmondását követően elindulnak Rexékhez, akik már alig várják az újdonsült erőket, Hannah át is változik fekete párduccá. Andy közben az adatbázisban egy teljesen más kinézettel rendelkező Hannah-t talál, aki ráadásul már néhány hónapja meghalt. Rex nevének beütésére szintén egy ugyanazon a napon meghalt ember képe látszódik, mint az igazi Hannah Webster név alatt. Prue-ék megérkeznek az aukciós házba, s van egy utolsó tervük arra, hogyan akadályozzák meg, hogy a Hármak Ereje rossz kezekbe kerüljön. A lámpást átadják Rexnek, aki már hívja is Hannah-t, hogy egy kielégítőbb zárlatot adjon a szituációnak. Ezalatt Leo a lányok padlásán sikeresen megoldja erejének felhasználásával, hogy az Árnyékok Könyvébe visszatérnek a betűk, amely egyet jelent azzal, hogy a lányok is visszakapják erejüket. Piper így a rájuk ugró párduc-Hannah-t megfagyasztja, s Rex-et tolják oda a helyükre, így a kiolvadó Hannah megöli Rexet, s mindketten elégnek a pokol tüzében. Andy és Darryl az időközben cellájába visszakerült Prue-val közlik, hogy újra szabad ember, a Rex-Hannah páros ugyanis megölt két embert, hogy meghamisítsák a személyiségüket, s a diadémot is megtalálták náluk. A nővérek a padláson meglepődve tapasztalják, hogy az Árnyékok Könyve ismét tele van nyomtatva betűkkel, ábrákkal, s fogalmuk sincs róla, ki művelte ezt. Az érkező Leo elbúcsúzik Piper-től, de ígéretet tesz arra, hogy visszajön még a lányhoz. A Bűbájosok ezek után elégetik az aszkézis igézetét, hogy örökké boszik maradhassanak, Leo pedig kék-fehér fénytünemények kíséretében hagyja el a ház földszinti részét…

## Árnyékok Könyve

### Igézetek
Erőelvevő igézet:
Varázserők most távozzatok!
Híretek, hamvatok ne maradjon! (3-szor kell elmondani)

## Szereplők

### Állandó szereplők
- Prue Halliwell szerepében Shannen Doherty
- Piper Halliwell szerepében Holly Marie Combs
- Phoebe Halliwell szerepében Alyssa Milano
- Andy Trudeau szerepében T. W. King
- Darryl Morris szerepében Dorian Gregory

### Mellékszereplők
- Rex Buckland (a Buckland aukciós ház vezetője meghal) szerepében Neil Roberts
- Hannah Webster (Rex Buckland személyi titkára és szeretője, meghal) szerepében Leigh-Allyn Baker
- Leo Wyatt (a ház karbantartója) szerepében Brian Krause

### Epizódszereplők
- Jaime (a Buckland biztonsági őre) szerepében Al Rodrigo
- Super szerepében Tim Stark

## Apróságok
- Ez az első epizód,
  - hogy a Bűbájosok elvesztik erejüket.
  - amelyben Leo mágikus képességeit használja.
  - amelyben fényőrteleportálás jelenik meg.
  - amelyben az egyik Halliwell börtönben van, ez esetben Prue.
  - amelyben a nővérek nem ölik meg ellenfelüket: Rex-et Hannah ölte meg párduc formájában, míg Hannah-t feltehetőleg a sorozatban először megjelenő Forrás vagy a Triád küldhette a pokolra.
- Amikor Piper és Phoebe elindul a börtönbe, fényes nappal van, mire odaérnek, már éjszaka - hatalmas város lehet ez a San Francisco…
- Rex azt mondja a lányoknak, hogy Hannah épp a házban van, s épp kimenekíti a diadémot. Hannah vajon hogyan törhetett be úgy, hogy a konyhában barkácsoló Leo a házban volt?
- Rex állítása szerint az asztrál kivetítés egy képesség arra, hogy elmében eljuttassa magát egy másik helyre, de ez helytelen, mert ez a teleportálás technikai megfogalmazása. A képesség, aminek birtokában van, nem más, mint pszichokivetítés, amely egy olyan erőt jelent, amellyel emberek elméjét befolyásolhatjuk egy fizikai síkon egy másik síkról.
- Amikor Andy letartóztatja Prue-t, nem közli vele, hogy „jogában áll hallgatni”. Ez önmagában felmentené a vád alól.
- Ha Piper már saját akarata használatával is sikeresen meg tudta fagyasztani a nyomozókat, nem lett volna egyszerű, ha megfagyasztja Rexet, és kiveszi a kezéből a Polaroid képet?
- A Phoebe kint állt őrt a fogda előtt, észre kellett volna vennie, hogy Rex ott áll a kocsijával a parkolóban, s egy fényképezőgéppel a kezében vár…
- Az epizódban a következő dal hangzik el:
  - Tal Bachman: She's So High

## Az epizód címe más nyelveken
- spanyol: Envidia de Bruja
- francia: Quand tombent les masques
- olasz: Il furto del diadema
- portugál: Inveja de Feiticeira